# Акуловосьминіг
«Акуловосьминіг» (англ. Sharktopus) — американський телевізійний фільм жахів 2010 року.
Теглайн: «Наполовину акула. Наполовину восьминіг. Повний терор».

## Сюжет
Акуловосьминіг — це нова надсекретна зброя армії США. Його кодове ім'я «S-11». З тілом восьминога і пащею акули чудовисько має куленепробивне тіло, високу швидкість у воді і навіть може пересуватися по суші. Все управління передається на спеціальний прилад, який закріплений на шиї цього монстра. Але після випадкового зіткнення з катером, Акуловосьминіг стає некерованим.

## У ролях
| Актор                    | Роль            |
| ------------------------ | --------------- |
| Ерік Робертс             | Натан Сандс     |
| Керем Бюрсін             | Енді Флінн      |
| Сара Малакул Лейн        | Ніколь Сандс    |
| Гектор Хіменес           | Бонес           |
| Лів Богн                 | Стейсі Евергарт |
| Джуліан Гонзалез Еспарза | Сантос          |
| Блейк Ліндсі             | Пез             |
| Пітер Нельсон            | командер Кокс   |
| Майя Маркула             | Брі             |
| Меган Барклі             | Ліза            |

## Критика
Рейтинг на IMDb — 3,3/10.